# Райдстром, Гэри
Гэ́ри Ра́йдстром (англ. Gary Rydstrom, 29 июня 1959 года, Чикаго, штат Иллинойс, США) — американский специалист в области звукового дизайна, а также режиссёр и сценарист анимационных лент. Лауреат семи премий «Оскар» за лучший звук и лучший монтаж звуковых эффектов к блокбастерам Джеймса Кэмерона: «Терминатор 2: Судный день», «Титаник» и Стивена Спилберга: «Парк Юрского периода» и «Спасти рядового Райана».

## Карьера
Гэри Райдстром окончил школу кинематографических искусств при Южно-Калифорнийском университете в 1981 году. Карьеру в кино начал в 1983 году на студии звукозаписи Джорджа Лукаса — Skywalker Sound, где его наставником был известный саунд-дизайнер Бен Бёртт. Получив первый опыт работы в качестве звукооператора в фильме «Индиана Джонс и храм судьбы», он продолжил работу саунд-дизайнером в картинах «Космические яйца», «Игра с огнём» и других. В 1992 году за работу над звуком к фильмам «Терминатор 2: Судный день» и «Огненный вихрь» был впервые выдвинут на премию «Оскар» и сразу в четырёх номинациях (получил 2 награды за «Терминатор 2»). Впоследствии он продолжил работать со звуком для многих фильмов, включая «Парк Юрского периода», «Титаник», «Спасти рядового Райана» (за эти фильмы Райдстром получил ещё 5 премий «Оскар») и «Звёздные войны. Эпизод I: Скрытая угроза», «Корпорация монстров», «Особое мнение», «В поисках Немо» (ещё 4 номинации на «Оскар»).
Работая над фильмом «Парк Юрского периода», для создания рёва динозавров Райдстром со своей командой использовали комбинацию звуков различных животных.
В 2006 году Райдстром дебютировал в качестве режиссёра, сняв анимационный короткометражный фильм «Похищение», студии Pixar, за который он получил 14-ю номинацию на «Оскар» в соответствующей категории.
В 2015 году выпустил свой первый полнометражный мультфильм в качестве режиссёра, «Странные чары» по сюжету Джорджа Лукаса.

## Фильмография

### Режиссёр и сценарист
- 2006 — Похищение (короткометражный, анимационный)
- 2011 — Гавайские каникулы / Hawaiian Vacation (короткометражный, анимационный)
- 2015 — Странные чары / Strange Magic (анимационный)

### Звук и звуковой дизайн
1980-е
- 1984 — Индиана Джонс и храм судьбы (audio technician)
- 1984 — Терминатор (sound designer: restoration — в титрах не указан)
- 1985 — Кокон (special sound designer)
- 1985 — Remo Williams: The Adventure Begins (foley artist)
- 1985 — Эвоки. Битва за Эндор (ТВ) (sound technician)
- 1986 — Люксо мл. (sound)
- 1986 — Капитан Ио (sound designer — в титрах не указан)
- 1987 — Звезда цирка (sound)
- 1987 — Звёздные туры (sound designer — в титрах не указан)
- 1987 — Космические яйца (sound designer)
- 1988 — Цвета (sound designer)
- 1988 — Уиллоу (foley artist)
- 1988 — Оловянная игрушка / Tin Toy (sound)
- 1988 — Кокон: Возвращение (sound designer, sound re-recording mixer)
- 1989 — Безделушка (sound)
- 1989 — Охотники за привидениями 2 (special sound effects: The Sound Choice)
- 1989 — Ромеро (sound re-recording mixer)
- 1989 — Всегда (sound re-recording mixer)

1990-е
- 1990 — Игра с огнём (sound designer, sound re-recording mixer)
- 1991 — Luxo Jr. in 'Surprise' and 'Light & Heavy' (sound)
- 1991 — An American Summer (sound re-recording mixer)
- 1991 — Иллюзия убийства 2 (sound designer, sound re-recording mixer)
- 1991 — Muppet*Vision 3D (sound re-recording mixer, supervising sound editor)
- 1991 — Огненный вихрь (sound designer, sound re-recording mixer)
- 1991 — Терминатор 2: Судный день (re-recording mixer: Skywalker Sound, sound designer: Skywalker Sound)
- 1991 — Кайф (sound designer, sound re-recording mixer)
- 1992 — Время от времени / From Time to Time (sound designer)
- 1992 — Одинокая белая женщина (sound designer, sound re-recording mixer)
- 1992 — Там, где течёт река (sound designer, sound re-recording mixer)
- 1993 — Странные приключения Дзёдзё (sound designer)
- 1993 — Парк Юрского периода (re-recording mixer, sound designer)
- 1993 — Человек-метеор / The Meteor Man (sound designer, sound re-recording mixer)
- 1993 — Миссис Даутфайр (sound designer, sound re-recording mixer)
- 1994 — Младенец на прогулке (sound designer, sound re-recording mixer)
- 1994 — Телевикторина (sound designer, sound re-recording mixer)
- 1994 — Honey, I Shrunk the Audience (sound designer — в титрах не указан)
- 1995 — Каспер (sound designer, sound re-recording mixer)
- 1995 — Странные дни (sound designer, sound re-recording mixer)
- 1995 — Шлюха (sound designer)
- 1995 — История игрушек (sound designer, sound re-recording mixer)
- 1995 — Джуманджи (sound designer)
- 1996 — Джеймс и гигантский персик (re-recording mixer, sound designer)
- 1996 — Миссия невыполнима (sound re-recording mixer)
- 1996 — Спящие (sound re-recording mixer)
- 1997 — Парк Юрского периода: Затерянный мир (sound designer, sound re-recording mixer)
- 1997 — Геркулес (sound designer, sound re-recording mixer)
- 1997 — Титаник (re-recording mixer)
- 1998 — It’s Tough to Be a Bug (sound re-recording mixer, supervising sound editor)
- 1998 — Заклинатель лошадей (sound designer, sound re-recording mixer)
- 1998 — Спасти рядового Райана (sound designer, sound re-recording mixer)
- 1998 — Нарушитель спокойствия / Reach the Rock (sound designer)
- 1998 — Приключения Флика (sound designer, sound re-recording mixer)
- 1999 — Ярды (sound designer)
- 1999 — Звёздные войны. Эпизод I: Скрытая угроза (sound re-recording mixer)
- 1999 — Призрак дома на холме (sound designer, sound re-recording mixer)
- 1999 — История игрушек 2 (sound designer, sound re-recording mixer)

2000-е
- 2000 — Правила боя (sound design consultant)
- 2000 — Ярды (sound designer)
- 2000 — Люди Икс (sound design consultant)
- 2000 — В чужие руки: Истории Киндертранспорта (документальный) (re-recording mixer, sound designer)
- 2000 — Легенда Багера Ванса (re-recording mixer, sound designer, supervising sound editor)
- 2000 — 102 далматинца (re-recording mixer, sound design consultant)
- 2001 — Мексиканец (re-recording mixer)
- 2001 — Атлантида: Затерянный мир (re-recording mixer, sound designer, sound supervisor)
- 2001 — Искусственный разум (re-recording mixer, sound designer, supervising sound editor)
- 2001 — Корпорация монстров (re-recording mixer, sound designer)
- 2002 — Амандла! Революция в четырёх частях / Amandla! A Revolution in Four Part Harmony (документальный) (sound designer)
- 2002 — Звёздные войны. Эпизод II: Атака клонов (re-recording mixer)
- 2002 — Любовь, сбивающая с ног (re-recording mixer, sound design consultant)
- 2002 — Особое мнение (re-recording mixer, sound designer, supervising sound editor)
- 2002 — Маятник / Ticker (короткометражный) (re-recording mixer: Skywalker Sound)
- 2003 — В поисках Немо (re-recording mixer: Skywalker Sound, sound designer, supervising sound editor: Skywalker Sound)
- 2003 — Халк (re-recording mixer, sound designer)
- 2003 — Питер Пэн (sound designer, supervising sound mixer)
- 2006 — Сказания Земноморья (ADR director — english version)
- 2006 — Похищение (короткометражный, анимационный) (re-recording mixer, sound designer)

2010-е
- 2010 — Ариэтти из страны лилипутов (ADR director)
- 2011 — Проект «Задира» / Bully (документальный) (sound designer)
- 2011 — Супер 8 (additional sound designer)
- 2011 — Приключения Тинтина: Тайна «Единорога» (sound consultant)
- 2011 — Боевой конь (re-recording mixer, sound designer)
- 2011 — Миссия невыполнима: Протокол Фантом (sound designer, sound re-recording mixer)
- 2012 — Храбрая сердцем (sound designer, sound re-recording mixer)
- 2012 — Линкольн (sound re-recording mixer)
- 2012 — Ральф (sound designer)
- 2013 — Не угаснет надежда (sound consultant)
- 2013 — Одинокий рейнджер (sound designer)
- 2013 — Ветер крепчает (ADR director — english version)
- 2015 — Мир юрского периода (consulting sound designer)
- 2015 — Шпионский мост / Bridge of Spies (re-recording mixer)
- 2015 — Звёздные войны: Пробуждение силы (re-recording mixer)

## Награды и номинации
Гэри Райдстром был семнадцать раз выдвинут на премию «Оскар» в различных категориях, и шесть раз на премию BAFTA за лучший звук.
| Премия    | Категория                                  | Год  | Фильм                                      | Итог      |
| --------- | ------------------------------------------ | ---- | ------------------------------------------ | --------- |
| «Оскар»   | Лучший звук                                | 1992 | • Терминатор 2: Судный день                | Награда   |
| «Оскар»   | Лучший монтаж звуковых эффектов            | 1992 | • Терминатор 2: Судный день                | Награда   |
| «Оскар»   | Лучший звук                                | 1992 | • Огненный вихрь                           | Номинация |
| «Оскар»   | Лучший монтаж звуковых эффектов            | 1992 | • Огненный вихрь                           | Номинация |
| «Оскар»   | Лучший звук                                | 1994 | • Парк Юрского периода                     | Награда   |
| «Оскар»   | Лучший монтаж звуковых эффектов            | 1994 | • Парк Юрского периода                     | Награда   |
| «Оскар»   | Лучший звук                                | 1998 | • Титаник                                  | Награда   |
| «Оскар»   | Лучший звук                                | 1999 | • Спасти рядового Райана                   | Награда   |
| «Оскар»   | Лучший монтаж звуковых эффектов            | 1999 | • Спасти рядового Райана                   | Награда   |
| «Оскар»   | Лучший звук                                | 2000 | • Звёздные войны. Эпизод I: Скрытая угроза | Номинация |
| «Оскар»   | Лучший звуковой монтаж                     | 2002 | • Корпорация монстров                      | Номинация |
| «Оскар»   | Лучший звуковой монтаж                     | 2003 | • Особое мнение                            | Номинация |
| «Оскар»   | Лучший звуковой монтаж                     | 2004 | • В поисках Немо                           | Номинация |
| «Оскар»   | Лучший анимационный короткометражный фильм | 2007 | • Похищение                                | Номинация |
| «Оскар»   | Лучший звук                                | 2012 | • Боевой конь                              | Номинация |
| «Оскар»   | Лучший звуковой монтаж                     | 2012 | • Боевой конь                              | Номинация |
| «Оскар»   | Лучший звук                                | 2013 | • Линкольн                                 | Номинация |
| BAFTA     | Лучший звук                                | 1992 | • Терминатор 2: Судный день                | Награда   |
| BAFTA     | Лучший звук                                | 1994 | • Парк Юрского периода                     | Номинация |
| BAFTA     | Лучший звук                                | 1998 | • Титаник                                  | Номинация |
| BAFTA     | Лучший звук                                | 1999 | • Спасти рядового Райана                   | Награда   |
| BAFTA     | Лучший звук                                | 2000 | • Звёздные войны. Эпизод I: Скрытая угроза | Номинация |
| BAFTA     | Лучший звук                                | 2012 | • Боевой конь                              | Номинация |
| «Спутник» | Лучший звук                                | 2003 | • Особое мнение                            | Номинация |
| «Спутник» | Лучший звук                                | 2011 | • Боевой конь                              | Номинация |

Кроме того Гэри Райдстром является многократным лауреатом и номинантом профессиональных кинонаград в области монтажа и записи звука: Motion Picture Sound Editors и Cinema Audio Society Awards.